# Купанское
Купа́нское — село в Переславском районе Ярославской области, на берегу реки Вёксы.

## История
Часть села Купанское — бывшее село Усолье Киучерского стана.
В старину возле села были соляные варницы. В жалованной грамоте Троице-Сергиеву монастырю, данной великим князем Василием Ивановичем в 1517 году, упоминается 4 варницы Троицкого монастыря у Соли Переславской, а при них монастырские дворы. В 1623 году царём Михаилом Фёдоровичем здесь же у Соли Переславской пожалована варница Московскому Симонову монастырю. В 1980 году разрушена Козья горка, отмечавшая место варниц.
В 1609 году в Смутное время Усолье сильно пострадало от нашествия поляков и литовцев: «животы (скотину) у них пограбили воры литовские люди».
В 1555 году усольцы получили право самоуправления особой уставной грамотой.
С 1560-х до 1764 года село принадлежало Данилову монастырю, а после секуляризации перешло в ведомство государственных имуществ. Оберегая свои владения, Данилов монастырь вёл бесконечные тяжбы с соседними владельцами: Троице-Сергиевым монастырём, у которого пытался отнять места бывших соляных варниц, рыбные ловли и прочее, и с Никитским монастырём из-за тех же ловель. Соляные варницы отнять не пришлось, но рыбные ловли от Троице-Сергиева монастыря отсудил, но должен был поделиться ими с монастырём Никитским на озере Сомине и его речках.
В 1610 году в Усолье был деревянный храм в честь Преображения Господня, а за рекой Вёксою
стояла другая деревянная церковь во имя Бориса и Глеба. За ветхостью прежней последняя построена заново в 1747 году.
Вместо этих двух деревянных церквей в 1810 году построен каменный храм. Престолов в нём два: в холодном в честь Преображения Господня, в приделе тёплом в честь святых мучеников Бориса и Глеба.
В селе была земская народная школа.
С 1 февраля 1949 года рабочий посёлок (по указу Президиума Верховного Совета РСФСР от 1 февраля 1949 года). В 1993 году потерял этот статус.

## Население
| Численность населения | Численность населения | Численность населения | Численность населения | Численность населения | Численность населения |
| 1859                  | 1905                  | 1959                  | 1970                  | 1979                  | 1989                  |
| --------------------- | --------------------- | --------------------- | --------------------- | --------------------- | --------------------- |
| 394                   | 614                   | 2084                  | 2348                  | 2240                  | 2100                  |

| 1859 | 1897 | 1905 | 1926 | 2007  | 2010  |
| ---- | ---- | ---- | ---- | ----- | ----- |
| 394  | ↗657 | ↘614 | ↗789 | ↗1617 | ↘1502 |

## Современность
Больница. Мазутная котельная (бывшая торфяная). Остатки узкоколейной железной дороги.
Река Вёкса перегорожена плотиной, по верху которой идёт автомобильная дорога. Возведение плотины серьёзно изменило экологию реки.
Постоянное население на 1 января 2010 года — 1502 человека.
Село Купанское часто путают с селом Купань, которое расположено на значительном отдалении.

## Купанское в культуре

### Фильмография
- Долги наши (1977) - советский художественный фильм 1977 года, снятый на киностудии Мосфильм. Этот фильм вышел в прокат ограниченно.

- И это все о нем (1977) -  советский художественный телевизионный 6-серийный фильм по одноимённому роману Виля Липатова.
- Диверсант (2004) - российский телесериал Андрея Малюкова 2004 года, снятый по одноимённому роману Анатолия Азольского.
- Личная правда о войне (2005) - документальный фильм Дмитрия Тихомирова по сборнику воспоминаний фронтовиков (составитель, литературная обработка текстов — Лидия Медведникова, ISBN 978-5-9927-0029-9, Арзамас, 2010 г.). В нём ветераны Великой Отечественной войны из русской глубинки вносят свою лепту Личной правды о войне.
- Лето на Векше (2009) - художественный фильм Дмитрия Тихомирова по сценарию Лидии Медведниковой.
- Мама Лора (2019) - 16-серийный сериал Андрея Силкина. Фильм снимался в 2016 г. в Гаврилов-Яме, Тутаеве и Купанском[14]. В Купанском съёмки проходили преимущественно в домах 29 и 27 по улице Плещеевской.
- Про это самое (2025) - сериал Евгения Абызова[15]. Съемки проходили летом 2024 г. т.ч. в Купанском, преимущественно в доме 15 по улице Плещеевской и неподалеку, а также расположенных неподалеку Берендеево и Переславле-Залесском.